# Catocala lesbia
Catocala lesbia är en fjärilsart som beskrevs av Hugo Theodor Christoph 1887. Catocala lesbia ingår i släktet Catocala och familjen nattflyn. Inga underarter finns listade i Catalogue of Life.